# GAZ-69
GAZ-69 a fost un vehicul off-road, inspirat de mașina americană Willys MB primită în număr mare ca ajutor de război, produs de GAZ în perioada 1953-1972. GAZ-69 a fost creat de echipa proiectantului-șef Grigoriy Vasserman ca înlocuitor pentru GAZ-67B, care ar avea un consum de combustibil mai mic decât predecesorul său și ar folosi același 55 CP (41 kW; 56 CP) 2,1 L (130 cu în) transmisie în linie cu patru și trei trepte ca GAZ-M20 Pobeda. A existat și într-o variantă mai puternică, cu motor de 2,4 L , care dezvolta o putere de 65 CP (48 KW) și care putea propulsa vehiculul până la 100 Km/h, cutia de viteze fiind aceeași ca pe modelele cu motorul mai mic. Aceste variante cu motorul de 2,4L purtau denumirea de GAZ 69 M pentru cel cu două portiere, iar cel cu patru portiere purta denumirea GAZ 69 AM. Procesul de dezvoltare a început în 1946 și primele prototipuri cunoscute sub denumirea „Truzhenik” (Toiler) au fost construite în 1947. După teste extinse pe șosea, noul vehicul off-road a intrat în producție pe 25 august 1953.
Peste 600.000 de GAZ-69 fuseseră construite până la sfârșitul producției în URSS în 1972. Un vehicul similar bazat pe designul GAZ-69 a fost produs de ARO în România până în 1975, mai întâi ca IMS-57, apoi ca IMS M59, și ulterior modernizat ca ARO M461. Vehiculul a fost exportat și în Bulgaria, Italia, Grecia și Germania de Est, unde a fost, de asemenea, relativ popular. În 1972, în Uniunea Sovietică au fost produse aproximativ 15.000 de unități și a fost întrerupt în același an, deoarece a fost înlocuit de cel mai modern UAZ-469, care era mai popular.